# Marijan Ivan Čagalj
Marijan Ivan Čagalj (Medov Dolac, 15. siječnja 1938. – Split, 17. svibnja 2023.) bio je hrvatski katolički svećenik, povjesničar umjetnosti, komparativist, slikar, kipar, likovni kritičar, hrvatski književnik i pjesnik.

## Životopis
Rodio se 1938. godine. Svećenički je sakrament primio 1965. godine. Studirao je bogoslovlje, povijest umjetnosti i komparativnu književnost. Na zagrebačkom Katoličkom bogoslovnom fakultetu, gdje je studirao bogoslovlje, prijateljevao je s budućim hrvatskim književnikom Markom Vukovim.
Župničku je dužnost obnašao u Splitu, Novim Selima, Neoriću i Klisu. U gimnaziji sjemeništa bio je predavačem. 
Objavio je nekoliko zbirka pjesama, od kojih su neke zapaženo prošle. Ističe mu se pjesma posvećena djeci ubijenog američkog predsjednika J. F. Kenedyja. Kad je Čagalj tu pjesmu poslao udovici američkog predsjednika Jacquelini Kennedy, dobio je njen odgovor koji je bio mala senzacija na Bogosloviji.
Napisao je preko 20 prigodnih recitala koji "svjedoče o vjerniku, svećeniku i nadasve čovjeku koji je prožet vjerom, nadom i ljubavlju do kraja prema Bogu, prema svojemu hrvatskom narodu i prema Crkvi."

## Djela
- Pili smo materinsko mlijeko, zbirka pjesama, 1967./2000. (1. izd. Blato na Cetini, 2. izd Split)
- Marijan Ivan Čagalj, Ivan Lendić: Zadvarje-Žeževica na udaru vjetrova: prigodom 200. obljetnice posvećenja župne crkve, Zadvarje, I. Lendić, 1975.
- O, velika kišo, zbirka pjesama
- Sunčeva ruža, zbirka pjesama, 2003.
- Sunčani konji, zbirka pjesama, 2003.
- životopis u stihu bl. Alojzija Stepinca (još neobjavljen)[1]

Preveo je na hrvatski Paula Clodela, njegovo djelo Molitvenu ophodnju za pozdravljenje novoga vijeka.
Josip Botteri i on su ilustrirali knjigu Ante Mateljana S puta ljubavi 2 (izdavač Crkva u svijetu, 2005.